# 尤尼弗西蒂帕克 (馬里蘭州)
尤尼弗西蒂帕克（英語：University Park）是一個位於美國馬里蘭州佐治王子縣的市鎮。

## 人口
根據2020年美國人口普查的數據，尤尼弗西蒂帕克的面積為1.30平方千米，當中陸地面積為1.30平方千米，而水域面積為0.00平方千米。當地共有人口2454人，而人口密度為每平方千米1,888人。